# لب‌شکری
لَب‌شِکَری یا لَبِ شکافته، یکی از نواقص زایشی فرگشت بدن است. در این حالت بخشی از لب نوزاد بازمی‌ماند و گوشت آن رشد کافی نداشته‌است. حالت لب‌شکری ممکن است هم‌زمان با کام شکافته رخ بدهد. در حالت کام شکافته، بخش‌های چپ و راست سخت‌کام پیوستگی ندارند. کام‌ها یا لب‌های شکافته در هر ۶۰۰ تا ۸۰۰ زایمان رخ می‌دهد و امروزه می‌توان با جراحی سریع پس از زایمان آن را رفع کرد.

## دیگر نام‌ها
لب‌شکری را با نام‌های خرگوش‌لب، شکافته‌لب، لب‌چاک، چهارلب، سه‌لبه، سه‌لنج، کفیده‌لب، و شکرلب نیز می‌نامیدند.

## معرفی
شکاف کامل لب به داخل سوراخ بینی گسترش می‌یابد و استخوان آلویول را درگیر می‌کند و تعداد دندان‌ها را هم تحت تأثیر قرار می‌دهد. گاهی اوقات نداشتن بعضی از جوانه‌های دندانی یا داشتن دندان‌های اضافی مشاهده می‌شود.
لب‌شکری

یک‌سویهٔ ناکامل
یک‌سویهٔ کامل
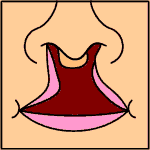
دوسویهٔ کامل

کام و لب شکافته

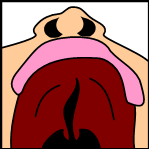
شکاف ناکامل کام
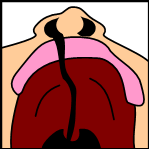
شکاف یک‌سویهٔ کامل لب و کام
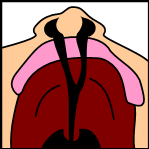
شکاف دوسویهٔ کامل لب و کام

## عوامل
این بیماری یکی از متداول‌ترین اختلال‌های ذاتی و ارثی وابسته به کروموزوم ایکس است. تقریباً از هر ۷۰۰ تولد یک نفر مبتلا به لب‌شکری یا شکاف کام می‌شود. در پیدایش شکافهای دهانی عوامل ارثی و محیطی دخیل هستند که شدت و مدت عمل فاکتورهای محیطی مهمتر از نوع بخصوصی از آنها است. عوامل محیطی مثل تماس با مواد سمی از جمله مصرف الکل و کوکائین در حاملگی و سندرم‌های ژنتیکی در پیدایش شکاف دخیل هستند.

## درمان
شکاف لب و کام از شایع‌ترین نقایص دهانی- صورتی است که مورد توجه محققان قرار گرفته‌است. درمان شکاف لب همراه با شکاف کام یا بدون آن، انجام جراحی‌های متعدد، گفتار درمانی و درمان‌های ارتودنسی و دندانی را بخصوص در ۱۸ سال اولیه عمر می‌طلبد. ارائه اطلاعات لازم به والدین این کودکان و انجام درمان‌های پزشکی- دندانپزشکی به هنگام، می‌تواند در بهبود وضعیت بسیار مؤثر باشد.
دندانپزشک کودکان، متخصصین ارتودنسی و جراحان فک و صورت مسئول قبل مستقیم مراقبت‌های دندانی- فکی این بیماران هستند. رابطه قوی بین تعداد و شدت مشکلات دندانی با نوع و شدت شکاف وجود دارد. مراقبت‌های دندانی پیشگیری نیز از اهمیت بالایی برخوردار است زیرا اکلوژن دندانی دست نخورده کودک، بخصوص در ناحیه شکاف، پایه‌ای برای درمان‌های ارتودنسی و جراحی بعدی محسوب می‌گردد.

## نقش ویتامین آ
جذب متعادل ویتامین آ در دوران بارداری می‌تواند خطر ابتلا به شکاف کام و لب را کاهش دهد. نوزادان مادرانی که در دوران بارداری مکملات ویتامین آ را بسیار مصرف می‌کنند نسبت به نوزادان دیگر حدود ۵۰ درصد کمتر در خطر ابتلا به شکاف کام یا لب شکری قرار دارند. محققان طی مطالعاتی بر روی ۵۳۵ زن باردار دریافتند زنانی که روزانه حدود ۸/۳ میلی‌گرم مکمل‌های ویتامین آ را مصرف می‌کنند خطر تولد نوزادانی با مشکل شکاف کام و لب در آنان بسیار کاهش می‌یابد.

## عوارض شکاف
بستگی به میزان و محل شکاف کام یا لب عوارض آن نیز فرق می‌کند. به‌طور کلی یک، چند یا تمام عوارض زیر ممکن است روی دهد:
- تنفس — ناهنجاری فک و کام باعث مشکل تنفسی می‌شود. درمان شامل جراحی و بکارگیری پروتزهای دهانی است.[۱۷]
- تغذیه — تغذیهٔ نوزادان مبتلا به شکاف نیز با مشکلاتی روبروست. همکاری متخصص تغذیه و گفتار درمانی ممکن است سودمند باشد. دستگاه‌های ویژه‌ای نیز به منظور تغذیه نوزاد در دسترس هستند.[۱۸][۱۹]
- عفونت‌های گوش و کاهش شنوایی — هر ناهنجار ی دستگاه تنفسی فوقانی می‌تواند عملکرد شیپور استاش را مختل کند و احتمال تجمع مایع در گوش میانی را افزایش دهد. این امر شانس عفونت گوش میانی را زیاد می‌کند. کاهش شنوایی نیز نتیجهٔ عفونت‌های مکرر گوش میانی است. برای اصلاح این مشکل متخصص گوش و حلق و بینی از وی تی یا گرومت استفاده خواهد کرد.[۲۰][۲۱]
- تأخیر در تکلم — برای اینکه کودک بتواند به‌درستی صدا و کلمات واضحی را تولید کند رشد و تکامل طبیعی لب و کام ضروری است. می‌توان با عمل جراحی شکاف را ترمیم کرده و با گفتار درمانی به تکامل گفتاری کودک کمک نمود.[۲۲]
- مشکلات دندانی — گاهی شکاف شامل لثه و فک نیز می‌شود و این امر بر رشد صحیح دندانها و فک تأثیر می‌گذارد. دندانپزشک اطفال یا متخصص ارتودنسی می‌تواند به رفع این مشکل کمک کند.[۲۳][۲۴]